# クリスティン・リリー
クリスティン・マリー・リリー (Kristine Marie Lilly, 1971年7月22日 - )は、アメリカ合衆国の元女子サッカー選手である。元アメリカ代表。ポジションはフォワード。
同国代表で積み重ねた代表キャップ数は「354」にも達しており、この記録は男女サッカーを通して世界一である。

## 経歴
コネチカット州ウィルトンで生まれ育ち、ウィルトン高校およびノースカロライナ大学チャペルヒル校を卒業。在学中の1991年に、大学サッカーの年間最優秀選手に贈られるハーマン杯（Hermann Trophy）を受賞。
卒業後にスウェーデンのティレースFC、ワシントン・ワーソッグズ、デラウェア・ジーニーズ、ボストン・ブレイカーズ、スウェーデンのKIFエーレブルーでプレー。エーレブルー退団後にボストン・ブレイカーズへ復帰している。
リリーを語る際に忘れてはならないのは、長年にわたる代表チームでのキャリアである。1987年に代表デビューして以来、代表キャップ数を着実に積み重ね、1998年にはノルウェー代表のMFヘイディ・ストールのキャップ数151を抜いて、女子選手最多代表キャップ数保持者となった。その後、サウジアラビア代表のGKモハメド・アル＝デアイエのキャップ数178も抜き去り、男女合わせての最多代表キャップ数保持者となった。
2006年1月18日に行われたノルウェー代表との国際親善試合は、リリーの代表キャップ数300を記念する試合となったが、彼女はこの試合で、FWミシェル・エイカーズの代表通算ゴール記録（105点）に並ぶゴールも決めている。
2007年9月11日、中国で行われた2007 FIFA女子ワールドカップで、北朝鮮代表戦に出場し、ノルウェー代表のベンテ・ノルドビーと共に、5回目のワールドカップに出場した最初の女子選手となった。9月22日の対イングランド代表戦では、女子ワールドカップにおける当時の最年長ゴール記録も打ち立てた。
そして2010年11月5日のメキシコ代表戦をもってアメリカ代表を引退した。その試合で前人未到の354キャップに到達した。
大学時代にホッケーやゴルフの選手として知られた消防士の男性と結婚。2008年に長女を出産した。このため北京オリンピックへの出場はしなかった。2011年に現役引退を表明。

## 個人成績
| 年度 | 所属チーム               | リーグ  | 出場数 | 得点数 | アシスト数 |
| ---- | ------------------------ | ------- | ------ | ------ | ---------- |
| 1994 | ティレースFC             | Sweden  |        |        |            |
| 1995 | ワシントン・ワーソッグズ | CISL    |        |        |            |
| 1998 | デラウェア・ジーニーズ   | Wリーグ | 4      | 5      | 2          |
| 2001 | ボストン・ブレイカーズ   | WUSA    | 21     | 3      | 10         |
| 2002 | ボストン・ブレイカーズ   | WUSA    | 19     | 8      | 13         |
| 2003 | ボストン・ブレイカーズ   | WUSA    | 19     | 3      | 4          |
| 2005 | KIFエーレブルー          | Sweden  |        |        |            |
| 2009 | ボストン・ブレイカーズ   | WPS     | 4      | 4      | 3          |
| 合計 |                          |         | 63     | 19     | 29         |

## 表彰歴
| 年度 | 所属チーム           | 表彰歴                     |
| ---- | -------------------- | -------------------------- |
| 1989 | ノースカロライナ大学 | NCAA優勝                   |
| 1990 | ノースカロライナ大学 | NCAA優勝                   |
| 1991 | アメリカ代表         | FIFA女子ワールドカップ優勝 |
| 1991 | ノースカロライナ大学 | NCAA優勝                   |
| 1992 | ノースカロライナ大学 | NCAA優勝                   |
| 1995 | アメリカ代表         | FIFA女子ワールドカップ3位  |
| 1996 | アメリカ代表         | アトランタ五輪金メダル     |
| 1999 | アメリカ代表         | FIFA女子ワールドカップ優勝 |
| 2000 | アメリカ代表         | シドニー五輪銀メダル       |
| 2003 | アメリカ代表         | FIFA女子ワールドカップ3位  |
| 2004 | アメリカ代表         | アテネ五輪金メダル         |
| 2007 | アメリカ代表         | FIFA女子ワールドカップ3位  |